# Sjiitische halve maan

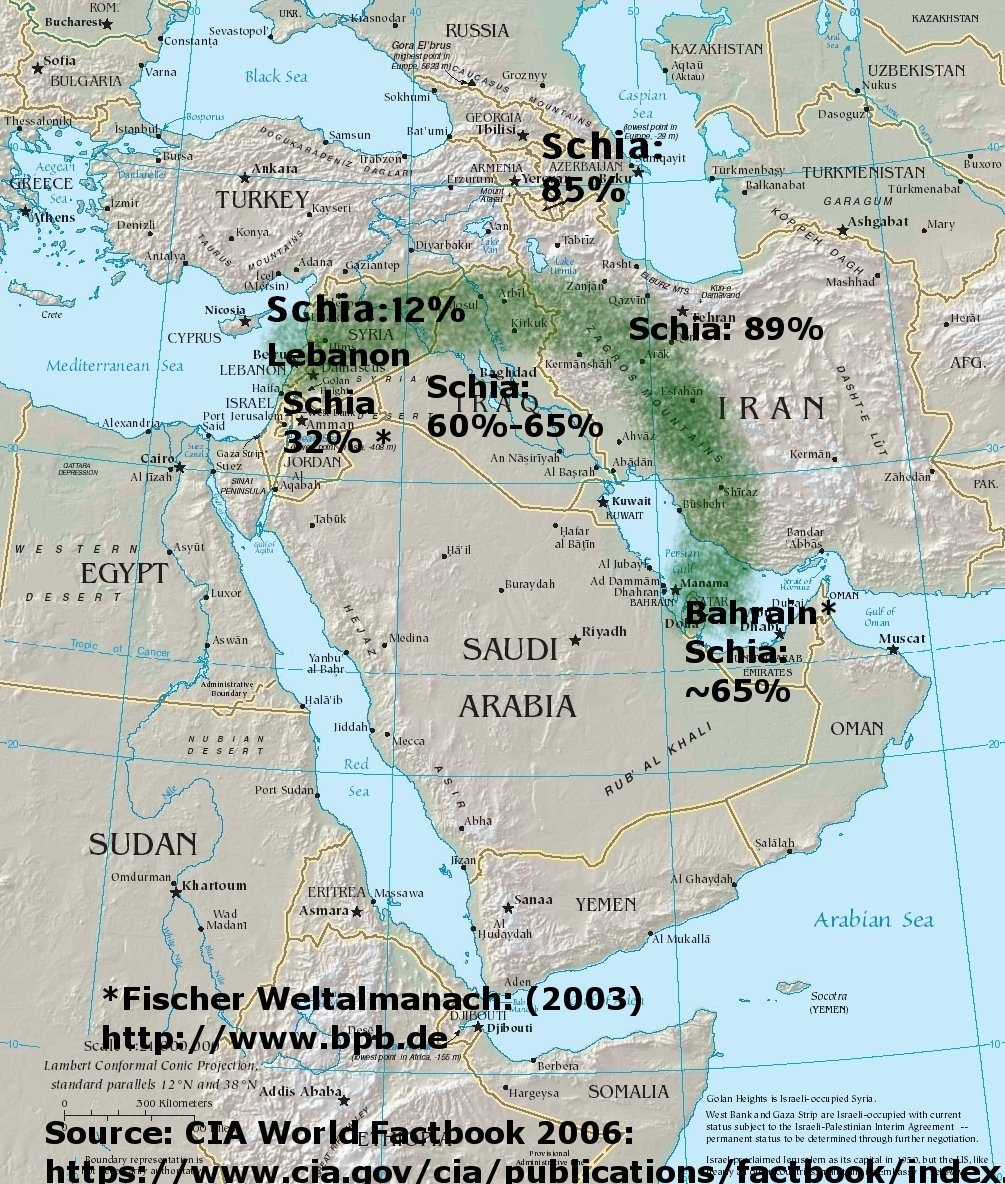
De "sjiitische halve maan", de cijfers tonen het percentage sjiieten in de bevolking van het Midden-Oosten.

De sjiitische halve maan wordt gebruikt als een politieke en geopolitieke term om de verschillende landen in het Midden-Oosten te beschrijven waarvan de meerderheid sjiitisch is of die een sterke sjiitische minderheid in de bevolking hebben. Het wordt vaak gebruikt om de rivaliteit en het potentieel van een conflict tussen de sjiitische meerderheid en de soennitische meerderheidslanden in het Midden-Oosten te beschrijven.
De landen waar sjiitische moslims een dominante meerderheid vormen zijn Azerbeidzjan, Iran, Bahrein en Irak. De vorm van deze landen bij elkaar lijkt op een halve maan. Er bestaan ook grote minderheden in Turkije, Libanon, Jemen, Afghanistan, Pakistan, Koeweit, Saoedi-Arabië, India, de Verenigde Arabische Emiraten en Syrië. Pakistan, India en Azerbeidzjan zijn echter uitgesloten van de sjiitische halve maan, en hoewel sjiieten een grote meerderheid vormen in Azerbeidzjan, is het land een seculiere staat.